# Sugawara Tomo
Tomo Sugawara (sinh ngày 3 tháng 6 năm 1976) là một cầu thủ bóng đá người Nhật Bản.

## Sự nghiệp câu lạc bộ
Tomo Sugawara đã từng chơi cho Tokyo Verdy, Santos và Vissel Kobe.